# Nording (förbund)
Nording är ett samarbetsorgan för ingenjörsorganisationerna i de nordiska länderna. Nording startades 2005 och följande organisationer är medlemmar:
- DIFF - Ingenjörerna i Finland (DIFF)
- Union of Professional Engineers in Finland
- Teknikens Akademikerförbund TEK, Finland
- Tekniska Föreningen i Finland TFiF
- Sveriges ingenjörer
- Ingeniørforeningen i Danmark (IDA)
- Tekna – Teknisk-Naturvitenskapelig Forening
- Norges Ingeniørorganisasjon - NITO
- The Association of Chartered Engineers in Iceland (VFI)
- The Icelandic Society of Engineers (TFI)